# Gabriella Sica
Gabriella Sica née à Viterbe le 24 octobre 1950  est une poétesse italienne. C'est également une enseignante, une directrice de revue, et une auteure de textes en prose.

## Biographie
Elle est née à Viterbe en octobre 1950 et habite depuis l’âge de dix ans à Rome, sa ville d’adoption.
Après la publication de quelques textes poétiques dans des revues et des anthologies, comme Prato pagano en 1980 et l’Almanacco dello specchio en 1983, préface de Giovanni Raboni, tout en enseignant la littérature italienne, Gabriella Sica publie son premier livre de poésies La famosa vita [La célèbre vie] en 1986. Ce recueil se voit décerner le Premio Brutium Poesia. Il est suivi par Vicolo del Bologna en 1992, Poesie bambine en 1997, Poesie familiari en 2001 (Fazi Editore, Prix international de Poesia Camaiore), Le lacrime delle cose (Moretti&Vitali, 2009), Premio Garessio-Ricci. finalista vincitore Premio Dessì e Premio Lucia Rodecanachi-Arenzano, Tu io e Montale a cena. Poesie per Zeichen (Interno Poesia, 2019).
Depuis 1980, Gabriella Sica a travaillé en poésie contemporaine, par des créations et par la direction de revues. Elle a notamment dirigé, jusqu'en 1987, la revue Prato pagano avec laquelle ont débuté ou publié beaucoup d’auteurs de l’actuelle génération littéraire italienne. Pendant cette période a été publié Campo di battaglia de Flavia Giacomozzi. Elle a participé à l’anthologie La parola ritrovata, ultime tendenze della poesia italiana qui regroupe écrits de poètes et critiques sur l’orientation de la poésie des deux dernières décennies du XXe siècle. Elle s’est en plus intéressée à la poétique italienne traditionnelle en continuité avec la poésie contemporaine dans le livre Scrivere in versi, metrica e poesia.
Gabriella Sica a publié aussi des livres en prose tels que Sia dato credito all’invisibile, prose e saggi (publié chez Marsilio en 2000, est un pèlerinage aux lieux de la poésie chers à l’auteur, contre-chant en prose des Poesie familiari), Emily e le Altre con 56 poesie di Emily Dickinson, Cara Europa che mi guardi 1915-2015, par un verse de Vittorio Sereni.
Elle est l’auteur de six vidéos sur les grands poètes du XXe siècle : Giuseppe Ungaretti, Eugenio Montale, Pier Paolo Pasolini, Umberto Saba, Sandro Penna et Giorgio Caproni (regia di Gianni Barcelloni) dont les trois premiers ont été publiés en vidéocassettes. En 2019, pendant le Covid-19, ces vidéos ont été publiées dans la plateforme Rai Play, une plateforme de la Rai pour la vidéo à la demande et le streaming.

## Œuvres

### Poèmes
- La famosa vita (Quaderni di Prato pagano, 1986, Premio Brutium-Poesia)
- Vicolo del Bologna (Pegaso, 1992, finalista Premio San Pellegrino)
- Poesie bambine (La Vita Felice, 1997)
- Poesie familiari (Fazi, 2001, Premio Camaiore, finalista Premio Metauro e Premio Frascati)
- Le lacrime delle cose (Moretti &Vitali, 2009, Premio Garessio-Ricci. finalista vincitore   Premio Dessì e Premio Lucia Rodecanachi - Arenzano).
- Tu io e montale a cena. Poesie per Zeichen (Interno Poesia, 2019, Premio Speciale della Giuria del S. Vito al Tagliamento).
- Poesie d'aria (Latiano, Interno Libri, 2022)
- La fabuleuse vie (Lille, Éditions Laborintus, 2024)

### Prose
- Scuola di ballo (Rotundo, 1988, Premio Lerici-Golfo dei poeti)
- È nato un bimbo (Oscar Mondadori,1990)
- La parola ritrovata - Ultime tendenze della poesia italiana (a cura di Gabriella Sica e Maria Ida Gaeta, Marsilio, 1995)
- Scrivere in versi - Metrica e poesia (Pratiche, 1996, ora in una edizione aggiornata e ampliata, Il Saggiatore, 2011)
- Sia dato credito all'invisibile. Prose e saggi" (Marsilio, 2000)
- Introduzione a Campo di battaglia. Poesia a Roma negli anni Ottanta di Flavia Giacomozzi (Castelvecchi, 2005)
- Emily e le Altre, 56 poesie di Emily Dickinson  (Cooper, 2010)
- Cara Europa che mi guardi. 1915-2015 (Cooper, 2015)
- Primula Campomaggiore. Un'artista della Tuscia felice (Galeb Editore, 2019)

### Vidéo
- Giuseppe Ungaretti. Vita d'un uomo (Rai Educational-Einaudi, 2000)
- Eugenio Montale (Rai Educational-Einaudi, 2000)
- Pier Paolo Pasolini poeta (Rai Educational-Einaudi, 2001)
- Umberto Saba. Il Canzoniere (Rai Educational)
- Giorgio Caproni. Il seme del piangere (Rai Educational)
- Sandro Penna. Croce e delizia (Rai Educational)